# Impatiens lantziana
Impatiens lantziana är en balsaminväxtart som beskrevs av Henri Ernest Baillon. Impatiens lantziana ingår i släktet balsaminer, och familjen balsaminväxter. Inga underarter finns listade i Catalogue of Life.